# Lobero Theatre

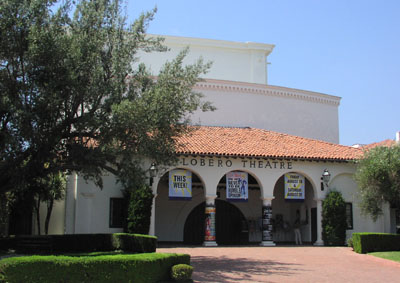
O Lobero Theatre, desde a Rua do Canon Perdido.

O Lobero Theatre, fundado por José Lobero, é um edifício histórico em Santa Bárbara. Situa-se na esquina das ruas de Anacapa e Canon Perdido, perto do histórico Presídio de Santa Bárbara. Construído em 1873 como uma casa de ópera, o teatro foi reconstruído pelo arquitecto George Washington Smith para a Community Arts Music Association, no princípio da década de 1920. Desde então continua a promover eventos culturais e artísticos mais de 250 dias por anos.
A Academia de Música do Oeste realiza no local vários dos seus concertos de verão.